# Lijst van Stolpersteine in Neder-Betuwe
De lijst van Stolpersteine in Neder-Betuwe geeft een overzicht van de gedenkstenen die in de gemeente Neder-Betuwe in de Nederlandse provincie Gelderland zijn geplaatst in het kader van het Stolpersteine-project van de Duitse beeldhouwer-kunstenaar Gunter Demnig. Omdat het Stolpersteine-project doorloopt, kan deze lijst onvolledig zijn.

## Stolpersteine
In de gemeente Neder-Betuwe liggen vier Stolpersteine in Ochten.

### Ochten
In Ochten liggen vier Stolpersteine op een adres.
| Afbeelding | Inscriptie | Adres                       | Herdachte persoon                    |
| ---------- | --- | --------------------------- | ------------------------------------ |
|            | HIER WOONDE BETTY FRANK GEB. 1932 GEINTERNEERD 9.4.1943 KAMP VUGHT GEDEPORTEERD SOBIBOR VERMOORD 11.6.1943               | Ambachtstraat 7 Kaart (OSM) | Betty Frank (1932–1943)              |
|            | HIER WOONDE IETJE FRANK GEB. 1936 GEINTERNEERD 9.4.1943 KAMP VUGHT GEDEPORTEERD SOBIBOR VERMOORD 11.6.1943               | Ambachtstraat 7 Kaart (OSM) | Ietje of Daatje Frank (1936–1943)    |
|            | HIER WOONDE SALOMON DAVID FRANK GEB. 1902 GEINTERNEERD 9.4.1943 KAMP VUGHT GEDEPORTEERD SOBIBOR VERMOORD 9.7.1943        | Ambachtstraat 7 Kaart (OSM) | Salomon David Frank (1902–1943)      |
|            | HIER WOONDE MARIA ANNA FRANK- DE JONG GEB. 1902 GEINTERNEERD 9.4.1943 KAMP VUGHT GEDEPORTEERD SOBIBOR VERMOORD 11.6.1943 | Ambachtstraat 7 Kaart (OSM) | Maria Anna Frank-de Jong (1902–1943) |

## Data van plaatsingen
- 27 juli 2011: Ochten, vier Stolpersteine aan Ambachtstraat 7